# Billy Blanks
Billy Wayne Blanks (Erie, Pensilvania, 1 de septiembre de 1955) es un gurú del fitness, artista marcial y actor estadounidense conocido por haber inventado el programa de ejercitación Tae Bo.

## Filmografía
- The Real Miyagi (2015)
- BattleDome (1998) (serie de televisión)
- Besos que matan (1997)
- Expect No Mercy (1996)
- Balance of Power (1996)
- Back in Action (1994)
- Tough and Deadly (1994)
- Showdown (1993)
- TC 2000 (1993)
- Talons of the Eagle (1992)
- Zhan long zai ye (1992)
- El último Boy Scout (1991)
- Treinta minutos para morir (1991)
- El rey de los kickboxers (1991)
- Bloodfist (1989)
- Low Blow (1986)

## Aparición
- Aparece en un episodio de Los padrinos Mágicos, "Kung Timmy" ahí entrenan los entrenadores pero viene Timmy y los derrota con artes marciales.

## Trayectoria en Artes Marciales
Billy Blanks es cinturón negro 7 º grado, tiene uno de los mejores palmarés de karate en los Estados Unidos. Desde 1982, Billy Blanks ha sido honrado en lo más alto de los deportes ligados a las Artes Marciales al ser admitido en el salón de la fama del Karate. Cuenta con un registro de más de 300 victorias en su carrera deportiva. Fue 7 veces campeón mundial de karate, entre otros fue: campeón en 1975 en la Amateur Athletic Unión, en 1981 medallista de bronce en karate de semi contacto ( o al punto) en los juegos mundiales, campeón de boxeo Guantes de oro de 1984 Massachusetts y campeón de campeones de guantes de Oro en el Tri-State. Asimismo, fue capitán del equipo de Karate de Estados Unidos ganando más de 30 medallas de oro en campeonatos internacionales. Estuvo durante 7 años seguidos como peleador con el puesto número 1 o 2 en el Karate en la modalidad de full-contact (boxeo + karate) de los Estados Unidos. Sus batallas épicas con "Nasty" Anderson  son legendarias para los aficionados a las artes marciales.